# Chunxiu Zhou
Chunxiu Zhou (China, 15 de septiembre de 1978) es una atleta china, especialista en la prueba de maratón, con la que ha logrado ser subcampeona mundial en 2007.

## Carrera deportiva
En el Mundial de Osaka 2007 gana la medalla de plata en la maratón, con un tiempo de 2:30:45 segundos, quedando tras la keniana Catherine Ndereba y por delante de la japonesa Reiko Tosa.
Y al año siguiente en las Olimpiadas de Pekín 2008 gana la medalla de bronce en la misma prueba de maratón.